# Exilisia flavicapilla
Exilisia flavicapilla là một loài bướm đêm thuộc phân họ Arctiinae, họ Erebidae.